# Super Pitfall
Super Pitfall é um jogo de plataforma lançado para Famicom em 1986 pela Activision, sendo a terceira parte da série Pitfall. É também o primeiro jogo da Activision a ser publicado para um console Nintendo.

## Enredo
O explorador Pitfall Harry deve enfrentar o desafio de um labirinto de cavernas a fim de encontrar o diamante Raj, sua sobrinha Rhonda e seu leão de estimação Quickclaw. Para piorar as coisas, Rhonda foi transformada em pedra e Quickclaw está preso numa jaula, o que faz com que Harry também precise achar a poção para salvar a moça e uma chave para abrir a jaula. Além dos perigos naturais das cavernas, Harry ainda precisa evitar armadilhas, animais peçonhentos e até tribos canibais.

## Jogabilidade
Para encarar a missão, Harry conta apenas com suas habilidades como pulo e natação, além de uma arma de fogo. A arma tem tiros limitados, porém, existe munição extra espalhada pelas cavernas. A maioria dos itens do jogo são invisíveis, e só passam a ser enxergados se Harry pular perto deles. Não existe mapa, portanto, o caminho deve ser encontrado por tentativa e erro, sendo que também cabe ao jogador decidir a melhor ordem para cumprir os objetivos. Após, Harry deve voltar ao ponto de partida da missão para poder completar o jogo.

## Versões
Super Pitfall foi lançado para Famicom em 8 de setembro de 1986 e, dois meses depois, para PC-8801. A versão americana, foi lançada para NES no ano seguinte, em 1987.

## Recepção
A versão NES foi recebida negativamente. Uma crítica no Computer Gaming World ridicularizou o jogo como "uma repetição de Super Mario Bros. que a maioria dos usuários do NES conseguiria jogar até dormindo. Certamente, não há nada no jogo em si para mantê-los acordados". Outras queixas foram dirigidas a falta de crédito dado a David Crane, o criador original do Pitfall original.

## Remake
Um remake não-oficial foi lançado em 2017 para comemorar os 30 anos de lançamento de Super Pitfall. O jogo tem gráficos e som totalmente refeitos, bem como correção de bugs e alteração de algumas escolhas de design, como itens que deixam de ser invisíveis. Não houve lançamento em cartucho, mas existe um arquivo ROM do jogo, que pode ser jogado no próprio NES, através de dispositivos como o Power Pack. O remake chegou ao conhecimento de David Crane, que, apesar de não ter participado do desenvolvimento do jogo, parabenizou o criador.